# Alkborough
Alkborough [ɔːlk.brə] est un village britannique dans le nord du Lincolnshire, en Angleterre. La population comptait 471 habitants en 2021.

## Julian's Bower
C'est le nom du dédale de tourbe d'Alkborough dans le Lincolnshire. Il surplombe la vallée de la Trent. Il est taillé dans la tourbe, et jusqu'au siècle dernier, des sortes de courses s'y déroulaient lors des fêtes villageoises, pour que garçons et filles accomplissent le plus vite possible le parcours de ce dédale. En 1866, un écrivain évoque ces courses, soixante ans auparavant, en y indiquant que les villageois y jouaient « comme sous une contrainte indéfinie et inconnue qui les aurait accompagnés ». Le motif du dédale est reproduit dans plusieurs endroits du village : dalle du porche de l'église, vitrail de l'église datant du XIXe siècle, et aussi sur la tombe d'un notable de la ville, décédé en 1922, qui avait contribué à l'entretien et à la restauration du dédale.